# Фридрих Лудвиг фон Мекленбург-Шверин
Фридрих Лудвиг фон Мекленбург-Шверин (на немски: Friedrich Ludwig von Mecklenburg-Schwerin; * 13 юни 1778, Лудвигслуст; † 29 ноември 1819, Лудвигслуст) е от 1785 г. наследствен принц, от 1815 г. наследствен велик херцог на Мекленбург-Шверин и се бие като генерал-лейтенант срещу войската на Наполеон.

## Живот
Син е на велик херцог Фридрих Франц I фон Мекленбург (1756 – 1837) и съпругата му принцеса Луиза фон Саксония-Гота-Алтенбург (1756 – 1808), дъщеря на принц Йохан Август фон Саксония-Гота-Алтенбург (1704 – 1767) и графиня Луиза Ройс цу Шлайц (1726 – 1773). Сестра му Шарлота Фридерика (1784 – 1840) се омъжва на 21 юни 1806 г. (развод 1810) за датския крал Кристиан VIII Фридрих (1786 – 1848).
Фридрих е под опекунството на майка му. От 30 септември 1792 до 3 декември 1795 г. Фридрих Лудвиг следва в университета в Росток. Той пътува с псевдоним „Граф фон Грабов“. С навършването му на 19 години той получава свой двор. През 1797 г. наследственият принц започва военно обучение и на 15 ноември е повишен на генерал-лейтенант. Той показва талант в политиката и в дипломацията.
Фридрих Лудвиг се сгодява през 1790 г. и се жени на 23 октомври 1799 г. в дворец Гатчина при Санкт Петербург, Русия, за руската велика княгиня Елена Павловна (* 24 декември 1784, Ст. Петербург; † 24 септември 1803, Лудвигслуст), дъщеря на руския цар Павел I (1754 – 1801) и принцеса София Доротея фон Вюртемберг (1759 – 1828). Те се установяват за постоянно в Шверин. От брака им се раждат две деца. Четири години по-късно, през 1803 г., тя умира на 18-годишна възраст в Лудвигслуст.
Французите изгонват фамилията на 22 декември 1806 г. На 8 януари 1807 г. фамилията и свитата напускат Лудвигслуст. Те започват да живеят в окупирания от датчаните Хамбург-Алтона до юли 1807 г. На 8 декември 1808 г. Фридрих Лудвиг става финансов министър на херцогството Мекленбург-Шверин. Освен това той е шеф и президент на херцогската камера и горския колег. Двете позиции той има до смъртта си през 1819 г.
През 1808 г. от аферата на Фридрих Лудвиг с Луиза Шарлота Аренс в Лудвигслуст се ражда един син, който получава името Фридерих Едуард Карл Плюшов, на името на фамилния летен дворец Плюшов. Едуард Карл Плюшов е родител на фамилията „Плюшов“. Две години по-късно, на 1 юли 1810 г., във Ваймар Фридрих Лудвиг се жени втори път за принцеса Каролина Луиза фон Саксония-Ваймар-Айзенах (* 18 юли 1786, Ваймар; † 20 януари 1816, Лудвигслуст), дъщеря на велик херцог Карл Август фон Саксония-Ваймар-Айзенах (1757 – 1828) и принцеса Луиза фон Хесен-Дармщат (1757 – 1830).
Фридрих Лудвиг пътува с дипломатически мисии до Париж. През Освободителните войни (1813 – 1815) той командва мекленбургската войска и от 27 февруари до 24 април 1814 г. 4. шведска дивизия на Северната войска. Влиянието на цар Александър I и на баща му на Виенския конгрес (съвещавал от 18 септември 1814 до 9 юли 1815) донася издигането на двамата управляващи херцози на Мекленбург като велик херцог на Мекленбург. Фридрих Лудвиг участва в конгреса.
През 1816 г. умира и втората му съпруга Каролина Луиза на 29 години. Фридрих Лудвиг се жени трети път на 3 април 1818 г. в Хомбург ф.д. Хьое за ландграфиня принцеса Августа фон Хесен-Хомбург (* 28 ноември 1776, Хомбург; † 1 април 1871, Лудвигслуст), дъщеря на ландграф Фридрих V фон Хесен-Хомбург (1748 – 1820) и принцеса Каролина фон Хесен-Дармщат (1746 – 1821). Бракът е бездетен.
Фридрих Лудвиг умира на 41 години на 29 ноември 1819 г. в Лудвигслуст. Той умира преди баща си. Погребан е в „Елена Павловна-мавзолей“ в Лудвигслуст.
- Елена Павловна от Русия,
първа съпруга
- Каролина Луиза фон Саксония-Ваймар-Айзенах,
втора съпруга
- Августа фон Хесен-Хомбург,
трета съпруга

## Деца
От Елена Павловна има децата:
- Павел Фридрих (* 15 септември 1800; † 7 март 1842), велик херцог на Мекленбург-Шверин, женен на 22 май 1822 г. за принцеса Александрина Пруска (* 23 февруари 1803; † 21 април 1892), дъщеря на пруския крал Фридрих Вилхелм III от Прусия (1770 – 1840) и херцогиня Луиза фон Мекленбург-Щрелиц (1776 – 1810)
- Мария Луиза Фридерика (* 31 март 1803; † 26 октомври 1862), омъжена на 7 октомври 1825 г. в Лудвигслуст за херцог Георг фон Саксония-Алтенбург (* 24 юли 1796; † 3 август 1853)

От Луиза Шарлота Аренс има син:
- Фридерих Едуард Карл Плюшов

От Каролина Луиза има три деца:
- Албрехт фон Мекленбург-Шверин (* 11 февруари 1812, Лудвигслуст; † 18 октомври 1834, Лудвигслуст), херцог на Мекленбург-Шверин, неженен
- Елена Луиза Елизабет фон Мекленбург-Шверин (* 24 януари 1814, Лудвигслуст; † 18 май 1858, Лондон), омъжена на 30 май 1837 г. във Фонтенбло за херцог Фердинанд Филип Орлеански (* 3 септември 1810; † 13 юли 1842), най-големият син на френския крал Луи-Филип
- Магнус фон Мекленбург-Шверин (* 3 май 1815, Лудвигслуст; † 25 април 1816, Лудвигслуст), херцог на Мекленбург-Шверин